# Eudòxia (filla de Constantí VIII)
Eudòxia fou la filla gran de l'emperador romà d'Orient Constantí VIII. A causa d'una malaltia que la va desfigurar, es va fer monja. Es creu que va sobreviure al seu pare (mort el 1028).